# Arquidiocese de Visakhapatnam
A Arquidiocese de Visakhapatnam (Archidiœcesis Visakhapatnamensis) é uma arquidiocese da Igreja Católica situada em Visakhapatnam, na Índia. É fruto da elevação da Diocese de Visakhapatnam. Seu atual arcebispo é Udumala Bala Showreddy. Sua Sé é a Catedral de São Pedro (Visakhapatnam).

## História
A região era parte da Diocese de São Tomé de Meliapore, até 1833, quando passou a fazer parte do vicariato apostólico de Madras. Foi eregido em 3 de abril de 1850 como um vicariato apostólico. Em 1886, foi elevado a diocese, com o nome de Diocese de Vizagapatam, quando em 1950, teve seu nome alterado para Diocese de Visakhapatnam. Foi elevado à arquidiocese em 2001, pelo Papa João Paulo II.

## Prelados
|                          | Nome                              | Período    | Notas               |
| Arcebispos               | Arcebispos                        | Arcebispos | Arcebispos          |
| ------------------------ | --------------------------------- | ---------- | ------------------- |
| 3º                       | Udumala Bala Showreddy            | 2025-      | Atual               |
| 2º                       | Prakash Mallavarapu               | 2012-2024  | Arcebispo emérito   |
| 1º                       | Mariadas Kagithapu, M.S.F.S.      | 2001-2012  |                     |
| Bispos                   |                                   |            |                     |
| 7º                       | Mariadas Kagithapu, M.S.F.S.      | 1982-2001  | Elevado à Arcebispo |
| 6º                       | Ignatius Gopu, M.S.F.S.           | 1966-1981  |                     |
| 5º                       | Joseph-Alphonse Baud, M.S.F.S.    | 1947-1966  |                     |
| 4º                       | Pierre Rossillon, M.S.F.S.        | 1926-1947  |                     |
| 3º                       | Jean-Marie Clerc, M.S.F.S.        | 1891-1926  |                     |
| 2º                       | Jean-Marie Tissot, M.S.F.S.       | 1863-1890  |                     |
| 1º                       | Sébastin-Théophille Neyret        | 1849-1862  |                     |
| Bispos coadjutores       |                                   |            |                     |
|                          | Ignatius Gopu, M.S.F.S.           | 1963-1966  |                     |
|                          | Joseph-Alphonse Baud, M.S.F.S.    | 1941-1947  |                     |
|                          | Pierre Rossillon, M.S.F.S.        | 1918-1926  |                     |
|                          | Jules-François Philippe, M.S.F.S. | 1886-1890  | Renunciou           |
| Administrador apostólico |                                   |            |                     |
|                          | Jaya Rao Polimera                 | 2024-2025  | Bispo de Eluru      |